# Deder
Deder – miasto w Etiopii, w regionie Oromia.